# Cyphogastra cyaniceps
Cyphogastra cyaniceps es una especie de escarabajo del género Cyphogastra, familia Buprestidae. Fue descrita científicamente por Kerremans en 1910.

## Distribución geográfica
Habita en Australasia.